# Zodion brevistriatum
Zodion brevistriatum är en tvåvingeart som beskrevs av Krober 1929. Zodion brevistriatum ingår i släktet Zodion och familjen stekelflugor.
Artens utbredningsområde är Bolivia. Inga underarter finns listade i Catalogue of Life.